# Phina.js
phina.js（フィナ・ドット・ジェイエス）はJavaScriptで作られたオープンソースのJavaScriptゲームエンジンである。

## 概要
phina.jsはJavaScriptを用いたゲーム制作向けのWebアプリケーションフレームワーク（ゲームエンジン）である。
HTML5に対応しており、JavaScriptが動作するブラウザであれば本ゲームエンジンで作られたプログラムを実行することが出来る。

## 機能・特徴
「アイデアを即座に形にできる」「初心者でも手軽にゲームを開発できる」をコンセプトに開発されている。JavaScriptでゲームを作る際に、共通して用いられる主要な処理を代行させることができる。基本的にはHTML5のCanvasの機能を用いて描画などの処理を行っている。また、国産かつオープンソースで、Twitterでハッシュタグ「#phina_js」をつけてつぶやいたり、GitHubでissueやPull requestを送信することでphina.jsの開発に参加することができる。
ブラウザ上で動作するためPCとスマートフォンの別を問わず動作する。（クロスプラットフォーム）

## 開発者・コミュニティ
phina.jsの開発者はフロントエンドゲームエンジニアのphi_jpである。また、phina.jsの開発はphi_jp以外にも多数のコントリビューターが参加している。phina.jsはSlack,Gitter,GitHub,Twitterなどでユーザーやコントリビューターが活動している。
2016年、技術系AdventCalendarの１つとして「phina.js Advent Calender 2016」が開催され、10ユーザーから22件の投稿が寄せられた。

## 歴史
phina.jsはtmlib.jsという前身のライブラリの後継にあたる。tmlib.jsはphina.jsと同じくJavaScriptのゲームエンジンであり、phina.jsはtmlib.jsの開発で得られた反省点を活かして開発が進められている。また、tmlib.jsもtmlibという前身のライブラリの後継である。
| 2009年8月     | tmlibリリース 主にβ版のDOM操作など |
| 2012年6月6日  | tmlib.jsリリース phina.jsの前身    |
| 2015年12月1日 | phina.jsリリース                   |

## リリース履歴
下に行くほど古いバージョンを示している。
| リリース日付   | バージョン番号 | 備考               |
| -------------- | -------------- | ------------------ |
| 2018年1月23日  | v0.2.3         | 詳細               |
| 2017年12月26日 | v0.2.2         | 詳細               |
| 2017年9月11日  | v0.2.1         | 詳細               |
| 2016年4月21日  | v0.2.0         | release beta 詳細  |
| 2015年12月14日 | v0.1.2         | hotfix 詳細        |
| 2015年12月7日  | v0.1.1         | bugFix 詳細        |
| 2015年12月1日  | v0.1.0         | release alpha 詳細 |

## 採用
以下の製品・サイトでPhina.jsが採用されている。
- Facebookインスタント配信ゲーム「LUMINES PUZZLE & MUSIC LITE」（株式会社モブキャスト）[5]
- ゲームブランド「UCHUU GAMES」のデモページ（株式会社アルファコード）[6]
- ソーシャルゲームWake Up, Girls！ 新星の天使（WUG天）（Rakuten Games）[7]